# Stagonolepis
Genre
Espèces de rang inférieur
- † S. robertsoni Agassiz, 1844 (espèce type)
- † S. wellesi Murray & Long, 1989
- † S. olenkae Sulej, 2010
- † ? S. scaglia Casamiquela, 1960
- † ? S. subsulcatus Zacarias, 1982

Synonymes
- † ? Aetosauroides Casamiquela, 1960

Stagonolepis est un genre éteint  de reptiles archosaures appartenant à l'ordre des aétosaures ayant vécu en Europe et en Amérique du Nord au Trias supérieur. 

## Historique
Des restes de l'animal ont été trouvés en Écosse, en Amérique du Sud et en Pologne. 
Le genre Aetosauroides  d'Amérique du Sud a été considéré comme un synonyme junior de Stagonolepis par certains paléontologues. Deux espèces d’Aetosauroides sont connues: A. scagliai et A. subsulcatus. En 2002, Andrew B. Heckert et Spencer G. Lucas ont proposé que les petits spécimens des deux espèces appartiennent à Stagonolepis robertsoni et de plus gros spécimens à S. wellesi.

## Description
Il mesurait environ 3 mètres de long.

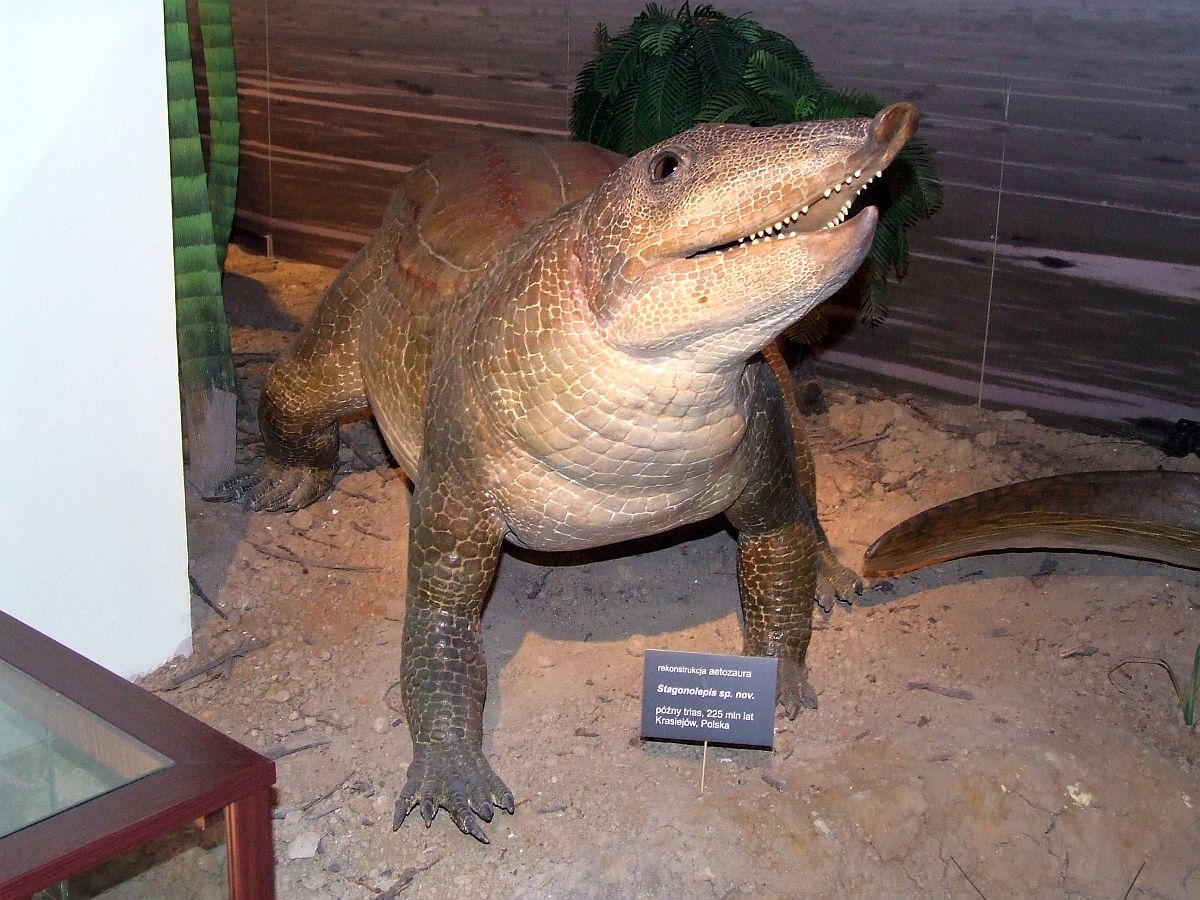
Reconstitution de Stagonolepis.

Stagonolepis était un quadrupède couvert d'épaisses écailles blindées qui parcouraient toute la longueur de son corps. Se déplaçant lentement, il aurait utilisé cette lourde armure pour repousser les attaques des thécodontes carnivores contemporains. Stagonolepis avait une très petite tête pour sa taille : elle n'atteignait que 25 centimètres de long ce qui représente moins de 10 % de la longueur totale du corps. Il n'avait pas de dents à l'avant de sa mâchoire, mais une sorte de bec arqué vers le haut. Cela lui aurait permis de déraciner les plantes d'une manière semblable à un cochon actuel. Les dents à l'arrière de sa bouche auraient été adaptées à mâcher la végétation dure, comme les prêles, les fougères et les cycas récemment apparus.